# Тессе, Рене-Мари де Фруле
Рене-Мари де Фруле (фр. René-Marie de Froulay; май 1708 — 22 августа 1742, Прага), маркиз де Тессе, гранд Испании 1-го класса — французский военный деятель.

## Биография
Сын и наследник Рене-Мана де Фруле, графа де Тессе, и Мари-Элизабет Бушю де Лессар.
Сир де Фруле, маркиз де Тессе и де Лаварден.
Лейтенант Шампанского полка (24.09.1726), прапорщик шефской роты (9.11.1726). В 1727 году служил в Мозельском лагере. 1 мая 1728 получил роту, а 24 сентября 1731 пехотный полк своего имени.
Командовал им при осаде Джера-д'Адды, Пиццигеттоне и Миланского замка (1733), Тортоны, Новары и Серравалле, атаке Колорно и битве при Парме.
21 августа 1734 стал подполковником пехотного полка Королевы, командовал им в битве при Гуасталле, где был ранен в ногу, и при осадах Ревере и Гонзаги (1735).
После отставки отца стал первым конюшим королевы (15.10.1735).
Декретом испанского короля, данным в Буэн-Ретиро 8 июля 1737, возведен в достоинство гранда Испании 1-го класса, которое ему уступил отец.
1 января 1740 произведен в бригадиры.
20 июля 1741 направлен в Богемскую армию. Был при взятии Праги, в Писекском лагере и битве при Сахаи. Участвовал в обороне Праги. Был убит во время вылазки 22 августа 1742 (или умер от ран, полученных в этом бою).

## Семья
Жена (26.10.1735): Мари-Жанна де Бетюн (23.08.1713), дочь герцога Поля-Франсуа де Бетюн-Шаро и Жюли-Кристин-Режин-Жорж д'Антрег. Придворная дама инфанты Марии Терезии Испанской, позднее дофины (11.1744), после смерти которой перешла на службу к дофине Марии Жозефе Саксонской
Дети:
- Рене-Ман (9.10.1736—21.01.1814), граф де Тессе. Жена (26.06.1755): Адриенна-Катрин де Ноай (1741—1816), дочь герцога Луи де Ноая и Катрин-Франсуазы-Шарлотты де Коссе-Бриссак
- Арман-Элизабет (19.02.1738—11.03.1763), называемый графом де Фруле, мальтийский рыцарь, капитан Королевского Хорватского полка, купил должность знаменосца жандармов Королевы (1761). Был холост
- сын (р. 1739), предназначался к церковной карьере